# Dyēus

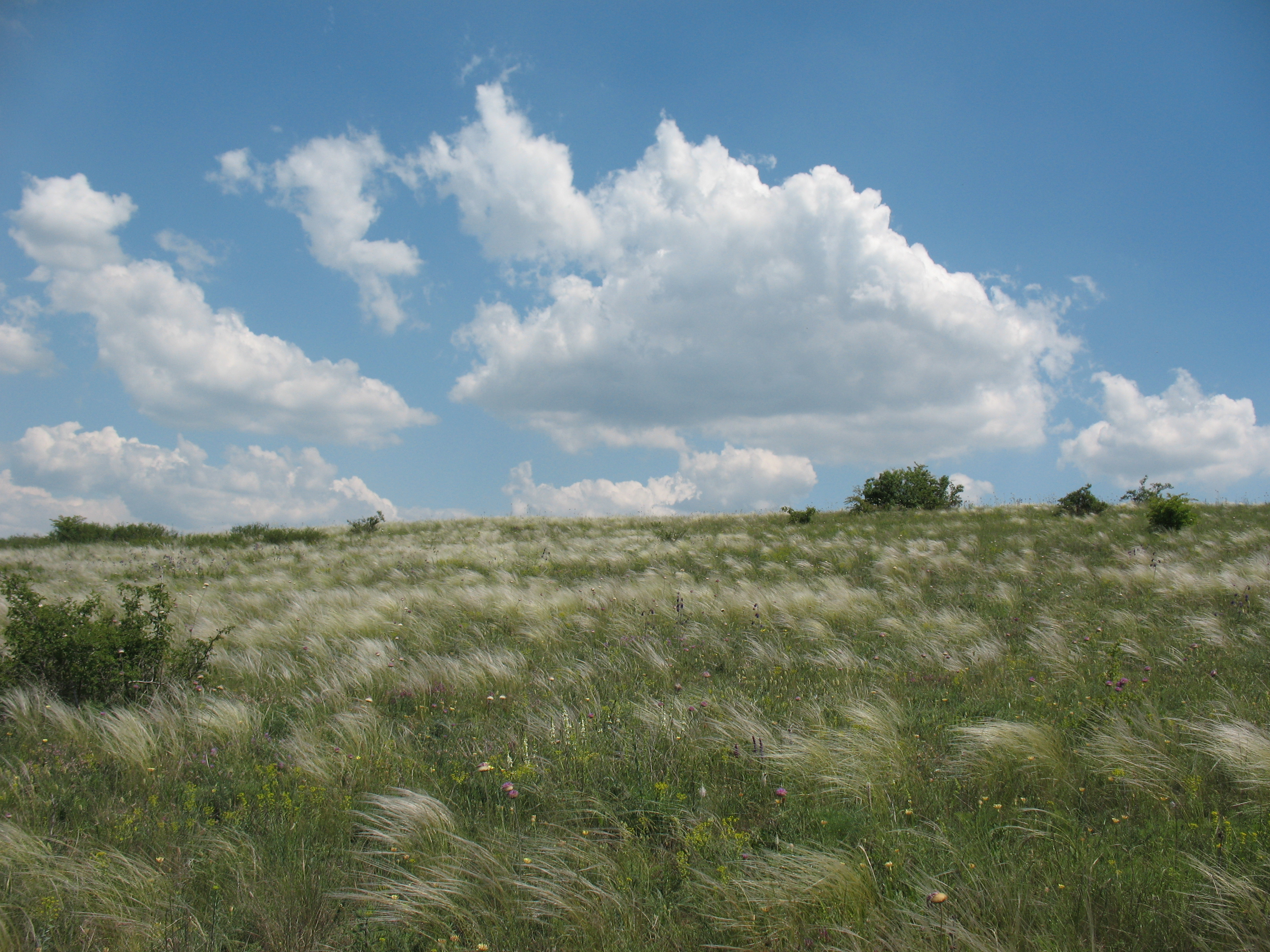
Bầu trời xanh biếc trên thảo nguyên Ukraina.

*Dyḗus (nghĩa đen: "thần-bầu trời-ban ngày") hoặc *Dyḗus ph₂tḗr (nghĩa đen: "cha thần-bầu trời-ban ngày"), là tên gọi của vị thần ban ngày-bầu trời trong thần thoại Ấn-Âu nguyên thủy được phục nguyên dựa trên bằng chứng ngôn ngữ học. *Dyēus là hiện thân của bầu trời trong xanh vào ban ngày, đồng thời cũng được coi là nơi ngự trị của các vị thần. *Dyēus thường được ghép cặp với nữ thần *Dʰéǵʰōm, hoặc Mẹ Đất.
Mặc dù sự tồn tại của *Dyēus không thể được chứng thực một cách trực tiếp, bởi lẽ vào thời sơ sử thì người Ấn-Âu chưa biết đọc biết viết, song các nhà ngôn học và thần thoại học vẫn có thể phỏng đoán rằng ông đã tồn tại dựa trên các mô-típ cực kỳ giống nhau giữa các ngôn ngữ và thần thoại Ấn-Âu hậu thế. Tiêu biểu là những vị thần bầu trời được tôn thờ bởi các dân tộc nói tiếng Ấn-Âu, chẳng hạn người Ấn-Arya Vệ Đà, người Latinh, người Hy Lạp, người Phrygia, người Messapia, người Thracia, người Illyria, người Albania và người Hitti.
Phụ chú: Dấu * đứng trước một từ in nghiêng biểu thị rằng từ đó được phục nguyên dựa trên phương pháp so sánh lịch sử, một phương pháp được vận dùng rất phổ biến trong ngành ngôn ngữ học lịch đại

## Bằng chứng

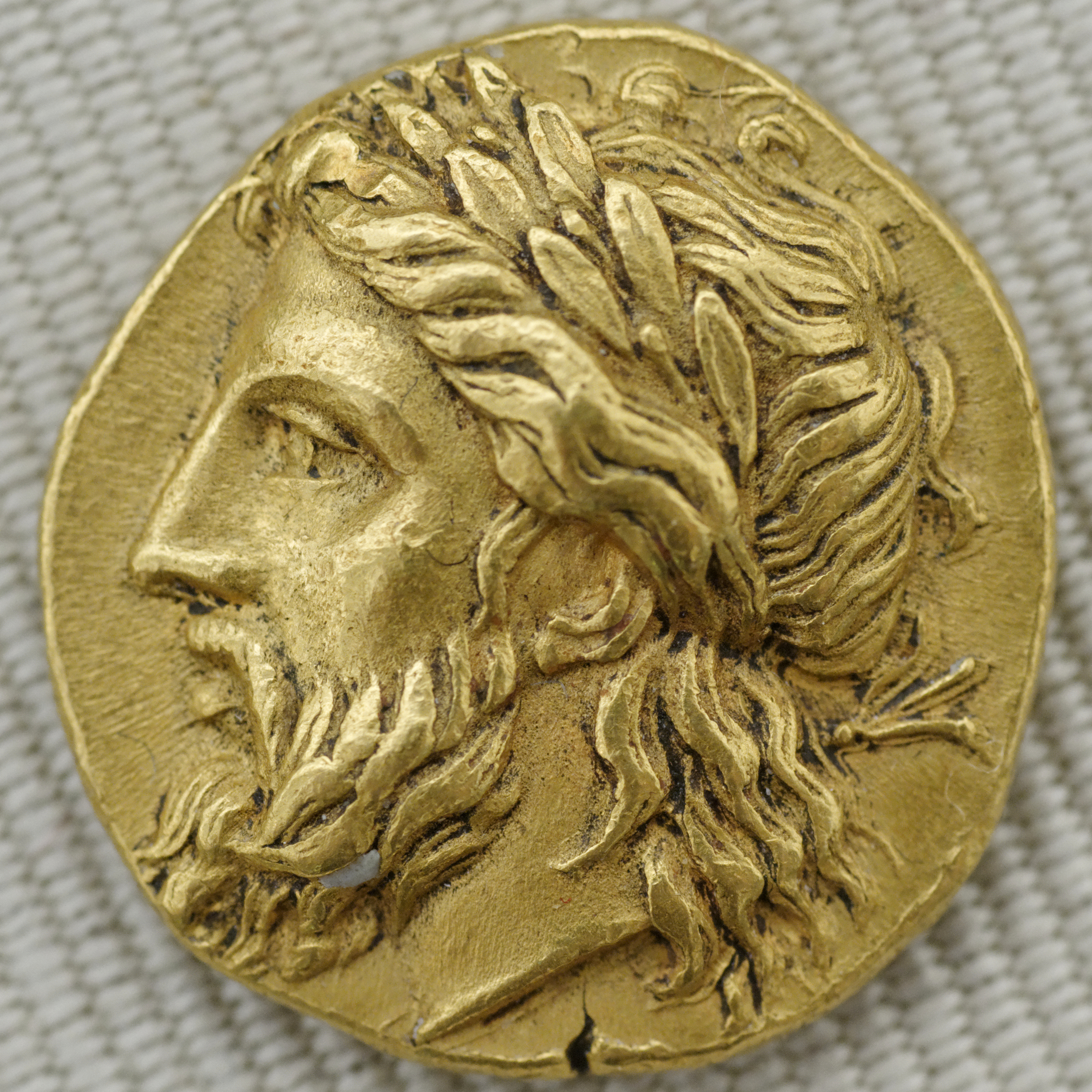
Thần Zeus đội vòng nguyệt quế, k. 360–340 TCN.

Các từ đồng nguyên bắt nguồn từ gốc Ấn-Âu *dyeu ("ánh sáng ban ngày, bầu trời sáng"), danh hiệu *Dyēus Ph2ter ("Cha Trời, Bố Trời"), gốc phái sinh vṛddhi *deiwós ("thiên thể" hoặc "thần linh"), gốc phái sinh *diwyós ("thần thánh, thiêng liêng"), và gốc phái sinh ngược *deynos ("ngày") là những từ đã được chứng thực rất vững chắc trong toàn bộ vốn từ vựng của các ngôn ngữ Ấn-Âu.
- PIE: *d(e)i-, 'chiếu sáng, bừng sáng',[1][4]
  - PIE: *dyēus, vị thần bầu trời-ban ngày,[2][3]
    - Ấn-Iran: *dyauš,[5]
      - Tiếng Phạn: Dyáuṣ (द्यौष्), thần của cõi trời, và dyú (द्यु), danh từ chung chỉ "cõi trời, thượng giới",[1][4]
      - Tiếng Avesta cổ: dyaoš (𐬛𐬫𐬀𐬊𐬱), "cõi trời", được nhắc đến duy nhất một lần trong kinh Avesta,[6] và tiếng Avesta trẻ: diiaoš, "địa ngục", do ảnh hưởng của Hỏa giáo,[7][5]

    - Tiếng Hy Lạp Mycenae: di-we (𐀇𐀸 /diwei/), dạng tặng cách của một danh xưng không rõ,[8]
      - Chứ Síp: ti-wo, có vẻ mang sắc nghĩa là thuộc về Zeus, và dạng sinh cách của nó nhiều khả năng là Diwoi.[9][10][11][12]
        - Tiếng Hy Lạp: Zeus (Ζεύς), vị thần bầu trời,[4] ngoài ra so sánh với các phương ngữ Lac. Boeotia , Corinth., Rhod. Deús (Δεύς),[8][13]

    - Italic: *djous (dious),[7]
      - Tiếng Latinh cổ: Dioue hoặc loue,[13]
        - Tiếng Latinh: Jove (Iove), vị thần bầu trời,[4][7] và Diūs (Fidius), vị thần của hứa ước,[14]

      - Tiếng Osci: Diúvei (Διουϝει), dạng số đơn + sinh cách,[7][15][16]
      - Tiếng Umbri: Di hoặc Dei (Grabouie/Graboue), được chứng thực trong các bản ký Iguvine,[17]
      - Tiếng Paeligni: Ioviois (Pvclois) và Ioveis (Pvcles), được cho là một từ dịch sao phỏng của tên thần Hy Lạp Diós-kouroi,[18][19]

    - Tiểu Á: *diéu-, *diu-, một "vị thần",[20]
      - Tiếng Hitti: šīuš (𒅆𒍑), một "vị thần" hoặc Thần Mặt Trời;[21][22] một vị thần tên Šiušummiš được nhắc tới trong văn bản Anitta.[23]
      - Tiếng Palaic: tiuna, "thiêng liêng", một "vị thần",[22][24]
      - Tiếng Lydia: ciw-, một "vị thần";[22] Lefs hoặc Lévs, thần Zeus xứ Lydia.[25][26]

    - Tiếng Illyria: dei- hoặc -dí, nghĩa là "cõi trời" hoặc "Thần", giống trong tên thần Dei-pátrous, "Cha-trời",[1]
    - Tiếng Messapic nguyên thủy: *dyēs,[27]
      - Tiếng Messapic: Zis hoặc Dis, thần bầu trời,[28]

    - Tiếng Albania: Zojz, thần bầu trời và sấm sét,[29][30] và Perën-di, cũng là một vị thần bầu trời và sấm sét (hậu tố -di ghép với per-en-, chính là dạng mở rộng của động từ PIE *per- "đánh"),[31][32][33]
    - Tiếng Thracia: Zi-, Diu-, hoặc Dias- (chỉ dùng trong tên riêng),[28]
    - Tiếng Phrygia: Tiy-.[28][34]
    - Bithynia: Tiyes và tên thành Tium (Τιεῖον) ở Tiểu Á.[35]

### Danh hiệu Cha Trời

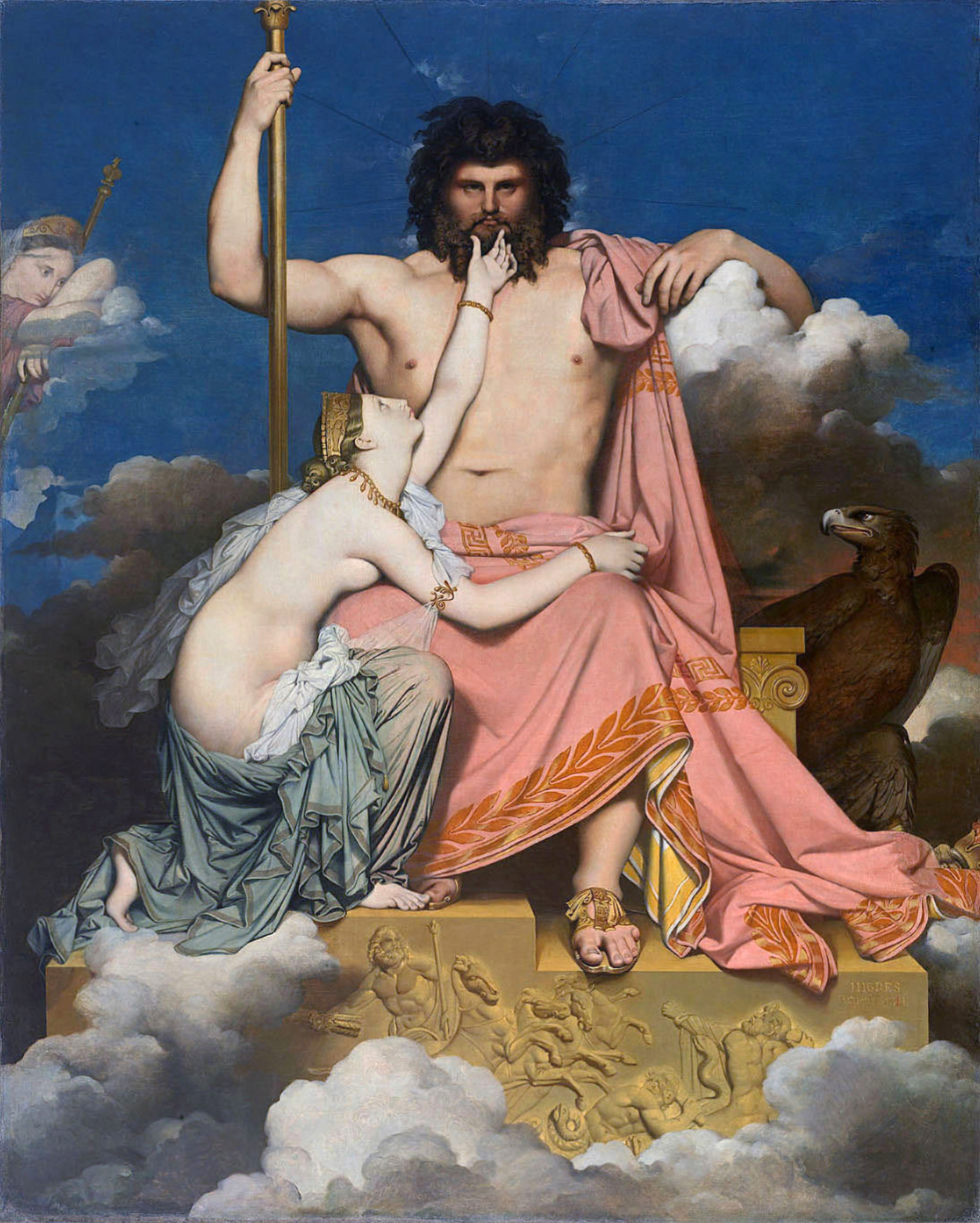
Thần La Mã Jupiter (Iovis-pater) ngự trên ngai trời, 1811.

Các danh ngữ nghi lễ phỏng theo mô-típ *Dyēus Ph2ter ("Cha Dyēus") đã sinh ra những truyền thống và tên gọi sau:
- PIE: *dyēus ph2tḗr, 'Cha Trời, Bố Trời' (voc. *dyeu ph2ter, 'Hỡi Cha Trời' -> dạng hô cách),[2][3][36]
  - Hy Lạp: Zeus Patēr (Ζεῦς πατήρ, voc. Ζεῦ πάτερ),[4][36]
  - Vệ Đà: Dyáuṣ-pitā́ (voc. Dyáuṣ-pitṛ́, द्यौष्पितृ),[4][36]
  - Italic: *Djous-patēr,[7]
    - Tiếng Latinh cổ: Dies Pater,[36] Latinh: Jupiter (Iūpiter),[4][1] cùng với dạng thái cổ Diespiter và Iovispater,[37]
    - Tiếng Osci: Dípatír, tiếng Umbri: Iupater (dat. Iuve patre),[7] Tiếng Nam Piceni: dipater (gen. dipoteres),[38][36]

  - Illyria: Deipaturos, theo các ghi chép của Hesychius thì Δειπάτυροϛ (Deipáturos) là một vị thần được thờ phụng tại Tymphaea.[1][4]

Các từ hậu duệ khác là các biến thể bảo tồn cả hai gốc *dyeu- ("trời") và danh hiệu "Thần Cha". Một số truyền thống đã thay thế cụm *ph2ter bằng từ papa ("bố (sắc nghĩa thông tục)"):
- Luwi: Tātis tiwaz, "Bố Tiwaz", thần Mặt Trời,[39]
- Tiếng Palaic: Tiyaz papaz, "Bố Tiyaz", thần Mặt Trời,[40]
- Scythia: Papaios (Bố Zios), "Cha Dớt", thần Trời,[40]
- Tiếng Ireland cổ: in Dagdae Oll-athair, "Cha Vĩ Đại vị Dagda" (bắt nguồn từ cụm danh hiệu tiếng Celt nguyên thủy *sindos dago-dēwos ollo fātir, "Cha Vĩ Đại vị Hiền Thần").[41][42]

Các biến thể khác dường như có quan hệ nào đó, song bằng chứng còn thiếu chắc chắn:
- Hitti: attas Isanus, "Cha thần-Mặt Trời"; tên của thần bầu trời bị thay thế bởi tên thần mặt trời của tiếng Hattus ngoại lai, song cụm danh xưng gốc vẫn giữ nguyên,[43]
- Latvia: Debess tēvs, "Cha Thiên đàng",[2]
- Bắc Âu cổ: Óðinn Alföðr, "Odin, Cha của tất cả",[44][45]
- Nga: Stribogŭ, "Thần Cha",[2]
- Albania: Zot, "chủ/chúa" hoặc "Chúa", danh hiệu của Zojz, cha trời (thường được cho là bắt nguồn từ tiếng Albania nguyên thủy *dźie̅u ̊ a(t)t-, "cha thiên giới";[46] hoặc *w(i)tš- pati-, "chúa của ngôi nhà", theo một số đề xuất khác),[47]
- Tokhari B: kauṃ-ñäkte, 'Mặt Trời, thần Mặt Trời'.[36]